# Chabuata araneosa
Chabuata araneosa är en fjärilsart som beskrevs av William Schaus 1929. Chabuata araneosa ingår i släktet Chabuata och familjen nattflyn. Inga underarter finns listade i Catalogue of Life.